# Ясная Поляна
Вижте пояснителната страница за други значения на Ясна поляна.
Ясная Поляна е усадба в Шчокински район на Тулска област (на 14 км югозападно от град Тула), Русия.
Основана е през 17 век. Принадлежи отначало на рода Карцеви, след това – на родовете Волконски и Толстой.
В усадбата на 9 септември (28 август стар стил) 1828 г. се е родил великият руски писател Лев Николаевич Толстой. Там той живее и твори (там е написал романа „Война и мир“, повестта „Ана Каренина“ и др.), там се намира гробът му. Главна роля в създаване на облика на усадбата изиграва дядо му генерал Н. С. Волконски.

## Къща музей на Л. Н. Толстой
Пристигайки в усадбата, Л. Н. Толстой разширява едното от крилата на сградата. В този дом писателят живее повече от 50 години и там създава повечето от своите произведения. Днес домът е музей на Л. Н. Толстой.
Музеят е създаден с решение на Всеруския централен изпълнителен комитет (ВЦИК) през 1921 г., най-много благодарение на усилията на Александра Лвовна Толстой, дъщерята на писателя. Тя и брат ѝ Сергей Лвович са първите директори на музея. По време на Великата Отечествена война неговите експонати са евакуирани в Томск, а самата Ясная Поляна е окупирана за 45 дни. При отстъплението на немско-фашистките войски домът на Толстой е подпален, но пожарът бързо е потушен. През 1950-те години са извършени мащабни реставрационни дейности.
В експозицията на музея влизат автентичната обстановка на усадбата, лични вещи на Л. Н. Толстой, неговата библиотека (22 000 тома). Обстановката в дома-музей на Л. Н. Толстой е запазена такава, каквато я е оставил самият писател, завинаги напускайки Ясная Поляна през 1910 г. Директор на музея понастоящем (към 2015 г.) е Владимир Илич Толстой, праправнук на Л. Н. Толстой.

## Дом на Волконски
Княз Н. С. Волконски, дядо на Л. Н. Толстой, напълно преустройва усадбата. Неговият дом е най-старата постройка на територията на усадбата.

## Сграда на Кузмински
В тази сграда през 1859 – 1862 години се е намирало училището, открито от Л. Н. Толстой за селските деца.

## Други сгради
На територията на усадбата има и къпалня (сковавана от дъски или сплитана от клони), руини от воденица, парк.

## Други
На Ясная Поляна са наречени село Ясна поляна в Бургаско улица в квартал „Гоце Делчев“ в София (Карта).